# Élection présidentielle ivoirienne de 2015
L'élection présidentielle ivoirienne de 2015 se tient le 25 octobre et voit la réélection dès le premier tour d'Alassane Ouattara à la fonction de président de la République pour un mandat de cinq ans.

## Modalités
Le président de la république de Côte d'Ivoire est élu pour un mandat de cinq ans au scrutin uninominal majoritaire à deux tours,. Conformément à la Constitution ivoirienne de 2000 qui limite l'exercice de la présidence à deux mandats consécutifs, Alassane Ouattara, président de la République de Côte d'Ivoire élu en 2010, peut être candidat pour concourir à un second quinquennat. Les candidats qui veulent se présenter à cette élection doivent satisfaire aux conditions de l'élection présidentielle ivoirienne.

### Éligibilité
L'éligibilité des candidats, notamment celle d'Alassane Ouattara, constitue depuis 1995 un écueil et une cause de fortes tensions ethniques, voire d'attaques xénophobes à caractère ivoiritaire. Le candidat à la présidentielle doit en effet, selon l'article 35 de la constitution, répondre à plusieurs critères dont : 
- « être ivoirien d'origine, né de père et de mère eux-mêmes ivoiriens d'origine » ;
- « n'avoir jamais renoncé à la nationalité ivoirienne » ;
- « ne doit s'être jamais prévalu d'une autre nationalité ».

Or, Alassane Ouattara est souvent accusé, depuis son arrivée à la primature en 1990, d'être un « étranger » en Côte d'Ivoire, un burkinabè, voire insulté de « mossi ». Il a également vu ses candidatures invalidées aux élections présidentielles de 1995 et 2000 pour des motifs politiques et électoralistes, officiellement pour « nationalité douteuse ». Sa candidature à l'élection de 2010 n'a guère connu d'opposition, grâce à une interprétation d'une décision présidentielle issue des accords de Linas-Marcoussis garantissant sa participation à l'élection de 2005, qui n'a cependant jamais eu lieu.
L'éligibilité du président sortant donne ainsi lieu à des débats houleux, et à des articles de contestation dans les médias d'opposition fondés sur une éventuelle non-authenticité des certificats de nationalité de ses parents, qu'il se serait prévalu de la nationalité voltaïque, voire aurait une santé déclinante. Des opposants mettent aussi en avant la décision présidentielle de 2005 qui empêcherait Alassane Ouattara de se représenter, jouant sur l'ambigüité du sens du mot « uniquement » dans l'article premier. Ce dernier argument a donné lieu à un désaccord fort entre le président du Conseil constitutionnel Francis Wodié et ses membres, considérant que cette décision de 2005 était une « exception qui ne reconduit pas de facto la candidature du président de la République ». Mis en minorité, ce conflit mène à la démission de Francis Wodié et à son remplacement par Mamadou Koné.
La candidature d'Alassane Ouattara repose sur une interprétation différente de celle des opposants. D'une part, elle se base sur des certificats de nationalité jugés authentiques du candidat et de ses parents, les certifiant ivoiriens de naissance. D'autre part, elle repose grandement sur la formulation de la décision de 2005, indiquant qu'elle a pour limite l'élection d'octobre 2005, et n'est pas valide pour toute autre élection (dont celle de 2010 théoriquement). Enfin, la faculté de se présenter à une élection est un droit constitutionnel, supérieure à la décision présidentielle, prise dans un contexte et des circonstances exceptionnelles. La décision de 2005 est ainsi jugée caduque.

### Régularité de l'élection
Le Conseil constitutionnel est, selon l'Article 31 de la Constitution, garant de la régularité de l'élection, de l'examen des réclamations et de la proclamation des résultats.
En cas d'empêchement d'un candidat ou du président, ou bien de vacance du pouvoir, il peut selon la Constitution conduire à retarder ou bien avancer l'échéance électorale.
Si sont décelées de graves irrégularités entachant la sincérité du scrutin et en changeant le résultat d'ensemble, le Conseil constitutionnel doit prononcer l'annulation de l'élection et un nouveau scrutin est fixé.

## Contexte

### Sur-polarisation politique persistante
Le 2 décembre 2010, Alassane Ouattara est proclamé vainqueur avec 54,10 % (2 483 164 voix) par le président de la Commission électorale indépendante (Côte d'Ivoire). Le 4 décembre 2010, Laurent Gbagbo est proclamé à son tour vainqueur par le Conseil constitutionnel avec 51,45 %. Ils prêtent tous deux serment, et s'ensuivra une lutte pour la présidence acharnée jusqu'au 11 avril 2011 où Laurent Gbagbo fut arrêté.
Alassane Ouattara est investi le 21 mai 2011 à Yamoussoukro par le Conseil constitutionnel au cours d'une cérémonie d'investiture à laquelle sont présents de nombreux chefs d'État dont Nicolas Sarkozy. Des élections législatives sont organisées en décembre. En mars 2012, Guillaume Soro est élu président de l'Assemblée nationale. En novembre 2012, Alassane Ouattara dissout le gouvernement.
Depuis cette période, l'opposition, principalement incarnée par le Front populaire ivoirien et le LIDER, n'a que peu participé au jeu démocratique, en boycottant les élections législatives de 2011 et locales de 2013. Le FPI a également appelé au boycott de l'opération de recensement de la population sur le territoire national. 
En outre, des restes de la crise ivoirienne de 2010-2011 sont toujours présents dans la politique ivoirienne, chaque parti se refuse à tout inventaire des erreurs commises dans son camp, préférant se réfugier derrière le soutien aux victimes de son camp, et ce malgré la libération de nombreux proches de Laurent Gbagbo et le retour de nombreux réfugiés. C'est également dans ce contexte que la justice, défaillante, est accusée d'être partiale ou à deux vitesses.

#### Déchirures internes au FPI et PDCI
De profondes divergences d'opinion et de courants sont apparus au sein du PDCI et du FPI, comptant parmi les plus anciens et importants partis de Côte d'Ivoire.
Le PDCI doit faire face à un nouveau courant, conduit par Kouadio Konan Bertin, dit KKB, qui s'oppose à l'ancien chef de l’État et président du parti Henri Konan Bédié. Cette tendance s'oppose catégoriquement à l'Appel de Daoukro prononcé par ce dernier, qui prône un ralliement à Alassane Ouattara et en fait le candidat unique de la coalition RHDP, dont le PDCI et le RDR sont les deux principaux piliers. Ce courant s'oppose aussi conceptuellement de manière plus radicale au RDR et à Alassane Ouattara, KKB allant jusqu'à envisager de participer à une « coalition anti-ouattara » avec le LIDER de Mamadou Koulibaly et les frondeurs du FPI.
Le FPI est de loin le parti de plus déchiré : En proie à une guerre interne entre les « pragmatiques » menés par Pascal Affi N'Guessan, et les « ultras » menés par Aboudramane Sangaré, qui contestent la légitimité du premier en tant que président du parti. Cette déchirure a pour toile de fond la présidentielle de 2015, à laquelle souhaite se présenter Pascal Affi N'Guessan sous la bannière du FPI qu'il préside, et ce avec l'aide d'importants soutiens dont celui de Marcel Gossio, ancien directeur du Port autonome d'Abidjan. Il a ainsi engagé un processus de redynamisation et de rajeunissement du parti, et renoué le dialogue avec le gouvernement et la présidence.
Ce sont ces faits que reprochent les ultras au président du FPI, percevant ces actes comme une traîtrise ayant pour but de pousser Laurent Gbagbo, en attente de procès à la cour pénale internationale, hors de la scène politique ivoirienne. Les ultras ne reconnaissent pas la présidence d'Alassane Ouattara ni son gouvernement, et le considèrent comme un dictateur installé en 2011 par la France et les Nations unies. Ils considèrent toujours Laurent Gbagbo comme ayant été élu à la précédente élection présidentielle, et souhaitent qu'il soit candidat à la primaire du FPI en vue du scrutin d'octobre 2015, et ce malgré son emprisonnement. Ils refusent également toute participation à une quelconque élection sans la libération de Gbagbo, qu'ils considèrent toujours comme leur leader. Le 29 décembre 2014, la justice ivoirienne a invalidé la candidature de Gbagbo, à la suite d'une plainte déposée par Pascal Affi N'Guessan. Le 3 avril 2015, la justice ivoirienne confirme Pascal Affi N'Guessan dans sa fonction de président du FPI, et interdit à Aboudramane Sangaré et ses soutiens (Simone et Michel Gbagbo entre autres) d'utiliser le nom et le logotype du parti, consumant par la même le divorce entre les deux camps.

### Forte croissance économique mais non-inclusive
Depuis ces événements, la situation politique s'est progressivement normalisée avec le redéploiement de l'État sur l'ensemble du territoire national et la réhabilitation d'une justice, quoique toujours défaillante. La Côte d'Ivoire évolue dans un contexte de nombreuses réformes, de forte croissance économique et de grands chantiers, encouragée par plusieurs institutions, notamment la Banque mondiale, le Fonds monétaire international et bon nombre de bailleurs de fonds. Le retour de la Banque africaine de développement à son siège à Abidjan, après avoir quitté le pays en conflit en 2003 pour se délocaliser à Tunis, est largement mis en avant comme un signe de normalisation et de crédibilité. La création d'entreprise est encouragée et largement facilitée, tandis que de nombreuses firmes internationales s'implantent à nouveau en Côte d'Ivoire. Des usines et de nouveaux centres commerciaux s'implantent à nouveau, à mesure que le climat des affaires progresse et s'améliore continuellement.
Mais la population continue de faire face à des difficultés tels que le chômage fort, la corruption omniprésente et un coût de la vie qui reste très élevé pour une majorité de la population, même pour des expatriés. Ces difficultés sont particulièrement dénoncée par les partis d'opposition dont le LIDER, critiquant ainsi la forte croissance économique comme étant « non-inclusive » voire « appauvrissante ». Si l’agglomération d'Abidjan connaît de nombreux travaux et un dynamisme nouveau, ce n'est pas le cas de l'ensemble des villes, notamment dans le Nord à l'instar de Bouaké : jadis un pôle industriel, commercial et culturel majeur jusque dans les années 1980, la ville est sortie très sinistrée socialement et économiquement de la décennie de crise politico-militaire. Comme d'autres, elle compte de nombreux bâtiments en ruines, un chômage fort, une criminalité élevée, et des infrastructures défaillantes lorsqu'elles ne sont pas en déliquescence, que les premiers travaux de réhabilitation n'ont pas comblé.

### Tensions politiques et institutionnelles imprévisibles
La population reste dans l'ensemble marquée par la crise ivoirienne de 2010-2011 et la violence politique en général. Celle-ci est apparue peu de temps avant la mort de Félix Houphouët-Boigny en 1993, et s'est amplifiée dès 1999 avec le coup d'État de Robert Guéï. Les échéances électorales sont encore perçue par les observateurs comme des périodes potentiellement à forte tension. Et malgré les progrès réalisés, la Côte d'Ivoire reste en 2014 un état en alerte de défaillance imminente, selon le think tank américain Fund for Peace.
La Côte d'Ivoire est classée 86e sur 180 pays par Reporters sans frontières en 2015 (contre 96e en 2013 et 159e en 2012). Le pays compte vingt-quatre médias de presse écrite de toutes tendances politiques. Ils sont cependant très souvent rattachés à un parti politique, et rares sont les titres indépendants de toute obédience. Les principaux griefs à l'égard de la presse ivoirienne relèvent des dérives militantistes, d'accroches sensationnelles, de diffusion de rumeurs, voire d'attaques (injure, diffamation, calomnie). Ces dérives ont amplifié des tensions, causant de graves incidents dans certaines localités lors des élections locales de 2013. 
Face aux craintes des investisseurs, de plusieurs chancelleries étrangères et de la COFACE, le gouvernement ivoirien tente régulièrement de rassurer et d'appeler à des élections justes, apaisées, transparentes et sécurisées.

## Fixation des dates
Les dates du scrutin seront annoncées par le président du conseil constitutionnel Mamadou Koné. Le premier tour du scrutin est prévu pour se tenir le 25 octobre 2015,.

## Candidats

### Candidatures retenues
10 candidatures ont été retenues par le Conseil constitutionnel :
- Alassane Ouattara, RHDP (RDR, PDCI, UDPCI et MFA)
- Pascal Affi N'Guessan, AFD (FPI, PIT et 8 autres mouvements politiques)
- Mamadou Koulibaly, CNC (LIDER et autres partis)
- Kouadio Konan Bertin, CNC, dissident PDCI[23]
- Charles Konan Banny, CNC, dissident PDCI
- Essy Amara, dissident PDCI[24]
- Konan Kouadio Siméon
- Henriette Lagou Adjoua
- Jacqueline-Claire Kouangoua
- Gnangbo Kacou

### Candidatures exclues
23 autres candidats ont déposé un dossier mais leur candidature n'a pas été retenue.
Parmi ceux-ci, notons :
- Jérôme Kablan Brou, CNC, dissident PDCI[25]
- Martial Joseph Ahipeaud, CNC et Union pour le développement et les libertés[26]
- Zadi Djédjé, Front populaire uni[27]
- Israël N'Goran, sans étiquette[28]
- Éloi Bolou Gouali, sans étiquette[29]

### Désistements
Trois candidats (Charles Konan Banny, Mamadou Koulibaly et Essy Amara) dont la candidature a été acceptée par le Conseil constitutionnel ont finalement choisi de ne pas se présenter.

### Liste finale des candidats
- Alassane Ouattara
Coalition RHDP
(RDR, PDCI, UDPCI et MFA)
Suffrages en 2010 -
RDR : 32,07 % puis 54,10 %
PDCI : 25,24 %.
- Pascal Affi N'Guessan
Coalition AFD
(FPI, PIT et 8 autres)
Suffrages en 2010 -
FPI: 38,04 % puis 45,90 %.

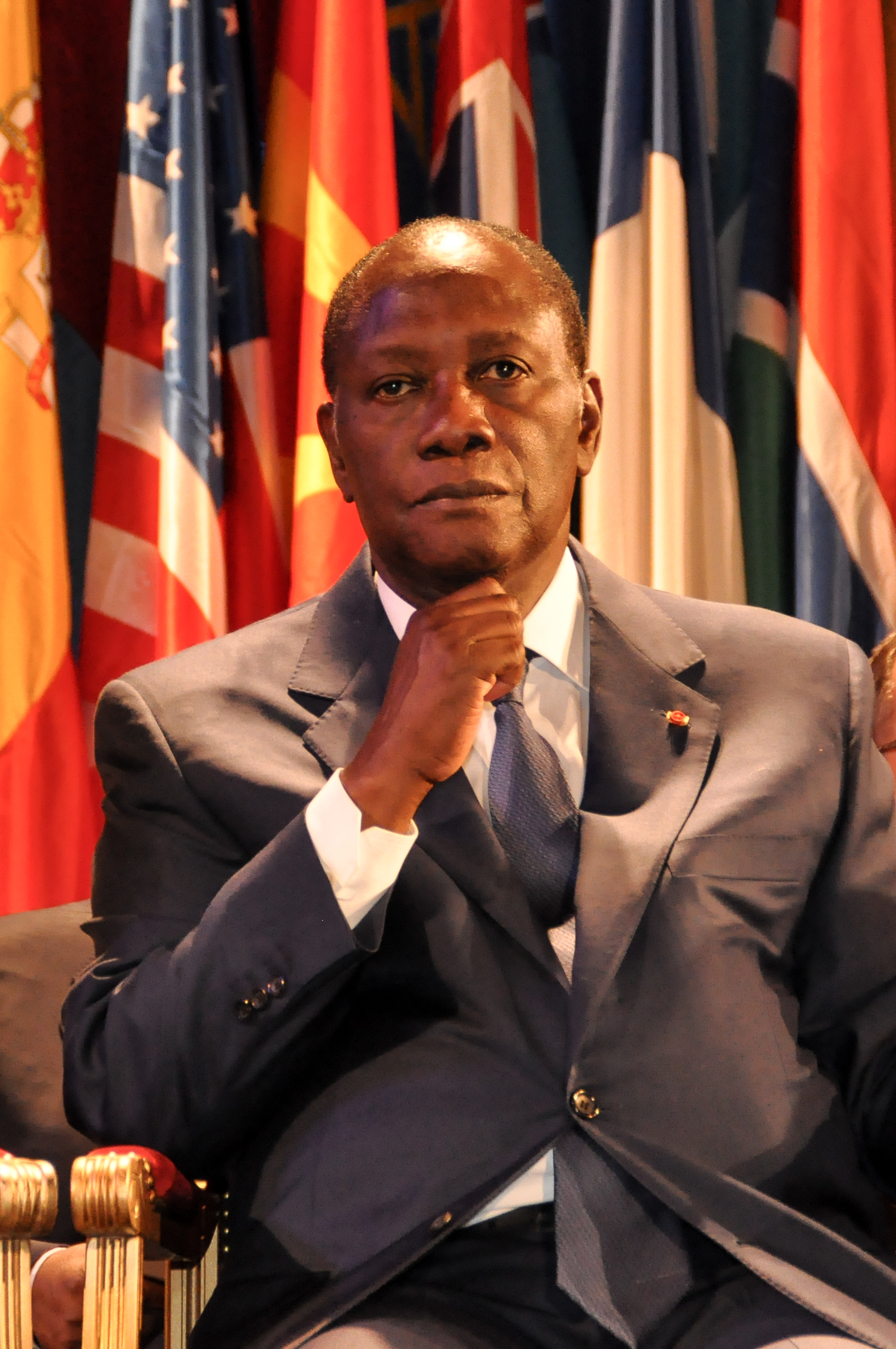
Alassane Ouattara Coalition RHDP (RDR, PDCI, UDPCI et MFA) Suffrages en 2010 - RDR : 32,07 % puis 54,10 % PDCI : 25,24 %.
Pascal Affi N'Guessan Coalition AFD (FPI, PIT et 8 autres) Suffrages en 2010 - FPI: 38,04 % puis 45,90 %.
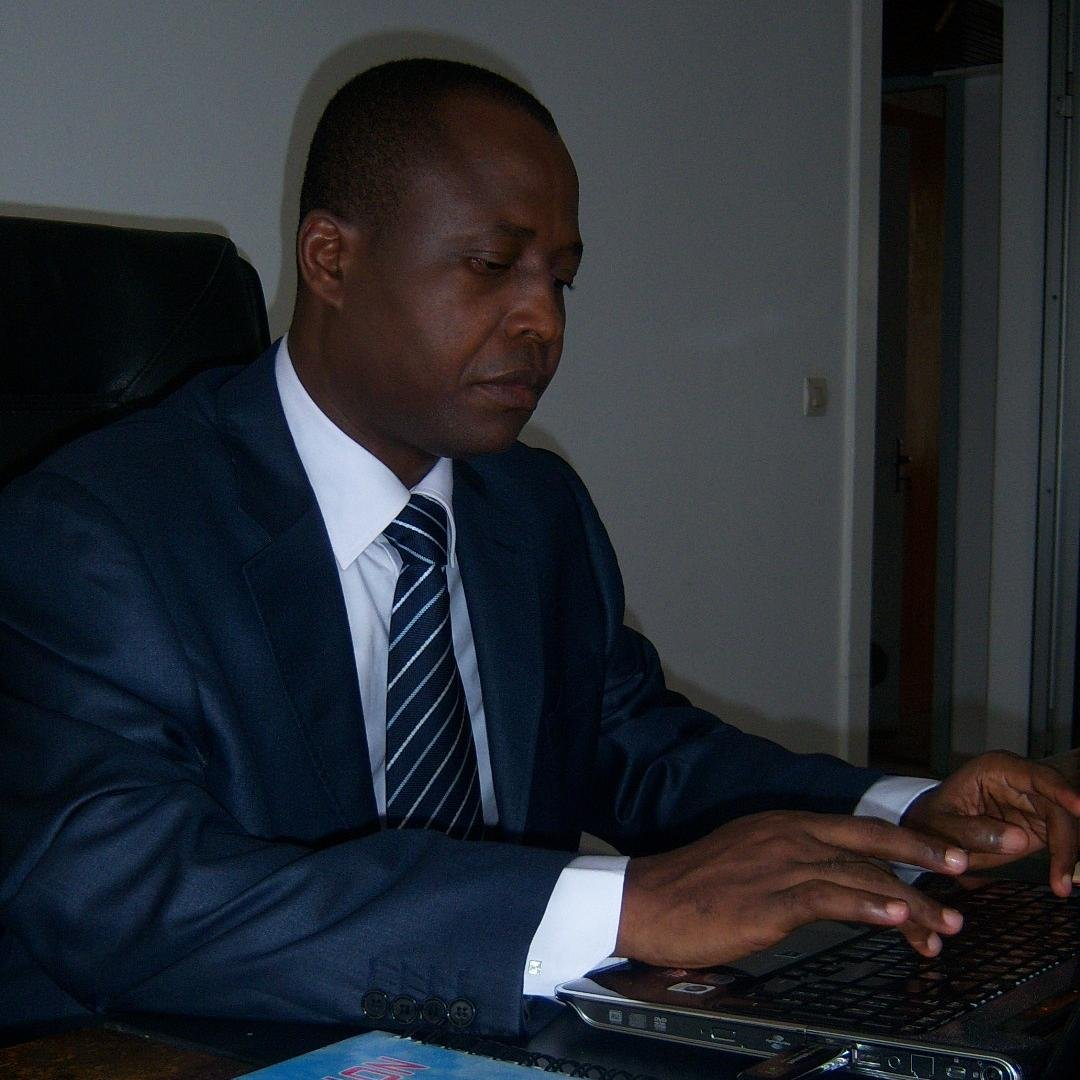
Konan Kouadio Siméon.
Henriette Lagou Adjoua.
Jacqueline-Claire Kouangoua.
Gnangbo Kacou.

## Résultats
|                          | Alassane Ouattara           | RHDP                     | 2 618 229 | 83,66 |  |  |
|                          | Pascal Affi N'Guessan       | AFD                      | 290 780   | 9,29  |  |  |
|                          | Kouadio Konan Bertin        | Indépendant              | 121 386   | 3,88  |  |  |
|                          | Henriette Lagou Adjoua      | CNC                      | 27 759    | 0,89  |  |  |
|                          | Konan Kouadio Siméon        | Indépendant              | 22 117    | 0,71  |  |  |
|                          | Gnangbo Kacou               | Indépendant              | 18 650    | 0,60  |  |  |
|                          | Jacqueline-Claire Kouangoua | Indépendante             | 12 398    | 0,40  |  |  |
|                          | Charles Konan Banny         | Indépendant              | 8 667     | 0,28  |  |  |
|                          | Essy Amara                  | Indépendant              | 6 413     | 0,20  |  |  |
|                          | Mamadou Koulibaly           | LIDER                    | 3 343     | 0,11  |  |  |
|                          |                             |                          |           |       |  |  |
| Votes valides            | Votes valides               | Votes valides            | 3 129 742 | 93,96 |  |  |
| Votes blancs et nuls     | Votes blancs et nuls        | Votes blancs et nuls     | 201 186   | 6,04  |  |  |
| Total                    | Total                       | Total                    | 3 330 928 | 100   |  |  |
| Abstention               | Abstention                  | Abstention               | 2 970 261 | 45,37 |  |  |
| Inscrits / participation | Inscrits / participation    | Inscrits / participation | 6 301 189 | 54,63 |  |  |